# 弗罗库尔
弗罗库尔（法語：Frocourt，法語發音：[fʁɔkuʁ]）是法国瓦兹省的一个市镇，属于博韦区。

## 地理
弗罗库尔（49°22'59"N, 2°5'3"E）面积6.44 平方千米，位于法国上法蘭西大區瓦兹省，该省份为法国北部内陆省份，北起索姆省，西接厄尔省和滨海塞纳省，南至塞纳-马恩省和瓦兹河谷省，东临埃纳省。
与弗罗库尔接壤的市镇（或旧市镇、城区）包括：阿洛讷、欧特伊、布赖地区贝尔讷伊、圣马丹勒讷、圣叙尔皮斯。

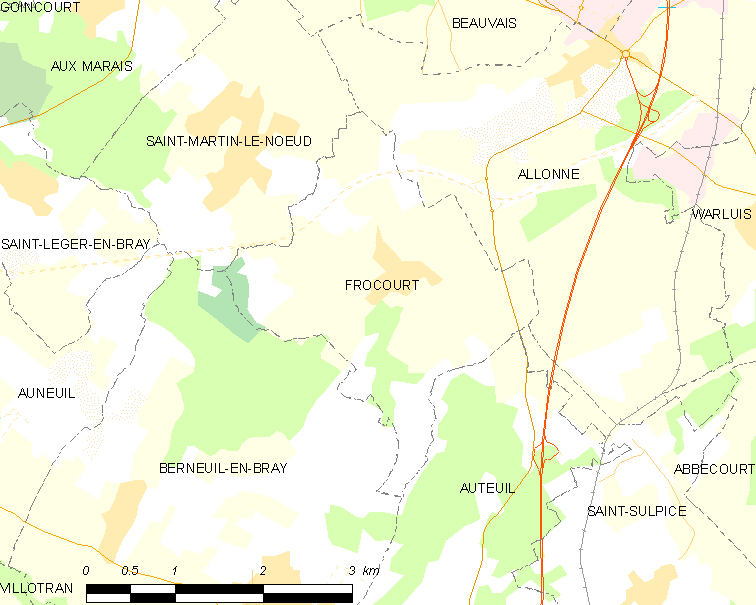
弗罗库尔的OSM定位图

弗罗库尔的时区为UTC+01:00、UTC+02:00（夏令时）。

## 行政
弗罗库尔的邮政编码为60000，INSEE市镇编码为60264。

## 政治
弗罗库尔所属的省级选区为博韦第二县。

## 人口

1962-2008年间弗罗库尔人口变化图示

弗罗库尔于2022年1月1日时的人口数量为522人。